# Czerwone ćwieki
Czerwone ćwieki (Red Nails) – opowiadanie Roberta E. Howarda opublikowane niedługo po jego śmierci, w trzech częściach w okresie od lipca do października 1936 roku w czasopiśmie „Weird Tales”.
Jest ostatnią częścią cyklu opowiadań fantasy tego autora, których bohaterem jest potężny wojownik ery hyboryjskiej – Conan z Cymerii. Treścią opowiadania jest pobyt Conana i towarzyszącej mu wojowniczki Valerii w pradawnym mieście Xuchotl.

## Fabuła
Conan ściga wojowniczkę Valerię, która zwróciła jego uwagę. Gdy ją spotyka, ich konie padają ofiarami smoka, który następnie próbuje dopaść jeźdźców. Conanowi udaje się pokonać potwora, jednak w obawie przed kolejnymi uciekają i trafiają do miasta wyglądającego na opuszczone. Gdy wkraczają do środka okazuje się, że całe miasto składa się z połączonych ze sobą pomieszczeń. Zamieszkują je dwa wrogie plemiona, które niegdyś przybyły tutaj, sprowadzone przez niewolnika poprzednich władców miasta, Tolcemeka. Dzicy pozabijali mieszkańców i zajęli ich miejsce, zaś ich władcami stali się bracia Tecuhltli i Xotalanc. Tolcemek został wygnany, a między braćmi zaczęła się wojna od czasu, kiedy Tecuhltli skradł narzeczoną Xotalancowi. Od tamtej pory członkowie obu plemion toczą wojnę w korytarzach Xuchotl. Conan i Valeria dołączają do jednej ze stron i trafiają przed oblicze jej wodza - Olmeca oraz jego kochanki, Tasceli.
W międzyczasie drugie z plemion przypuszcza szturm, jednak dzięki pomocy Conana i Valerii, obrońcy całkowicie niszczą napastników. Po bitwie ranna Valeria zostaje uwięziona przez Tascelę. Okazuje się, że czarownica jest tą, od której zaczął się cały konflikt i zamierza teraz zabić Valerię, aby przejąć jej siły życiowe. Jednocześnie Tescala postanawia pozbyć się Olmeca, który usiłował zgwałcić Valerię. Na miejsce przybywa Conan, jednak zostaje schwytany w pułapkę. Wtedy okazuje się, że Tolcemek, którego wszyscy mieli za zmarłego, powrócił, uzbrojony w zabójczą różdżkę. Tescala uwalnia Conana, aby go pokonał. Conan wykonuje zadanie, a Tescala zostaje zabita przez Valerię. Następnie oboje opuszczają całkowicie martwe już miasto.

## Publikacje
Pierwszy raz opowiadanie Czerwone ćwieki wydrukowane zostało w trzech kolejnych numerach magazynu Weird Tales, począwszy od lipca 1936 roku. W wersji książkowej po raz pierwszy opowiadanie pojawiło się w zbiorku Sword of Conan w 1952.

## Adaptacje
Komiks na podstawie Czerwonych ćwieków ukazał się w 1973 w ramach serii Savage Tales wydawnictwa Marvel Comics. Autorem scenariusza był Barry Windsor-Smith, zaś narysował go John Buscema. 
Bohaterka o imieniu Valeria występuje w filmie Conan Barbarzyńca z roku 1982, jednak fabularnie jej postać wzorowana była na Bělit. 
W 2007 zapowiedziano film animowany pt. Conan: The Red Nails, jednak prawdopodobnie projekt został zarzucony, gdyż od 2007 jego oficjalna strona nie jest aktualizowana.